# 등원각
등원각(鄧元覺)은 중국의 사대기서(四大奇書) 중 하나인 《수호전》(水滸傳)에 등장하는 인물로, 방랍 휘하의 장수이다. 흡주 출신의 승려로 별호는 보광여래(寶光如來)이며 주위에서는 국사(國師)라 부른다. 방랍의 대태자이자 남안왕(南安王)인 방천정(方天定)이 통치하는 항주를 수비하는 4명의 원수 중 한 명이다. 50근의 중량을 가진 선장을 무기로 쓰는 무예가 뛰어난 승려이다. 동료 석보와 함께 만부부당(萬夫不當)한 용맹을 칭송받았다. 아울러 원각(元覺)은 그의 법호이며, 작중에서 본명은 소개되어 있지 않다. 114회~117회에서 등장한다.

## 생애
등원각의 이름이 작중에 처음 등장하는 것은 수주를 지키던 방랍 휘하의 장수 단포(段愷)가 양산박군에 항복해 온 후, 송강이 단포에게 다음 공략 목표가 된 항주의 전력에 관해 질문했을 때이다. 단포가 말하기를 항주의 방천정(方天定) 휘하에는 7만여의 군사, 4명의 원수와 24명의 편장이 있는데, 4명의 원수 중 특히 솜씨가 뛰어난 두 사람으로서 석보와 함께 등원각의 이름이 소개된다.
그리고 숭덕현을 침공해 온 양산박군에 대한 대응을 꾀하기 위해 방천정이 협의를 가진 장면에서 동료 장수들과 함께 등원각도 등장하는데, 세 방향에서 쳐들어오는 양산박군에 대해서는 다른 세 원수인 석보(石寶), 여천윤(厲天潤), 사행방(司行方) 등이 각각 편장들을 이끌고 요격에 나서 등원각은 방천정과 함께 항주성 수비를 맡게 된다. 이윽고 세 원수들이 패하고 양산박군이 항주성으로 쳐들어오자 같은 승려이자 무예가 뛰어나며 마찬가지로 선장을 무기로 하는 노지심과 일대일 대결을 한다. 대결을 지켜보던 석보가 "이만한 호적수끼리 대결하는 것을 본 적이 없다"고 말할 정도로 격렬한 일대일 대결을 펼쳤으나 등원각에게 노지심이 패할지 모른다는 걱정을 한 무송이 오자 등원각은 도주해 버렸고, 장수 패응기가 도와주러 왔으나 무송에게 죽는다.
이후 석보의 활약으로 여러 차례 양산박군을 물리치기는 했지만 이준 등의 활약으로 항주성은 함락됐고, 방천정도 서호에서 전사한 장순의 혼에 빙의된 장횡의 손에 죽게되고, 등원각은 아군과 함께 요해지인 오룡령(烏龍嶺)으로 패주했다. 추격해 온 양산박군과 이곳에서도 격렬하게 전쟁을 벌이며 잘 버텼으나 양산박군이 샛길을 지나 목주로 우회해 버리면 방랍의 거성이 있는 청계현도 위협받을 것을 우려한 석보의 의견에 동의하여 방랍에게 원군을 청했는데 자신의 성의 방비가 허술해질 것을 두려워한 방랍에게 거절당하고 만다. 이에 등원각이나 석보가 염려한 대로 양산박군은 목주로 쳐들어갔고 백흠의 보고로 이를 알게 되는데 목주의 구원보다 오룡령을 견고히 지켜야 한다는 석보의 말을 듣지않고 목주로 구원을 떠난다. 그리고 구원을 나가는 중에 오룡령 공략을 위해 송강이 직접 이끄는 군사들과 조우하여 교전을 하게되고, 진명의 거짓 패주로 유인되어, 화영이 쏜 화살에 안면을 맞고 낙마했고 뒤이어 달려든 양산박군에게 죽임을 당했다.

## 같이 보기
- 수호전
- 방랍
- 석보
- 여천윤
- 사행방